# My Life in Ruins
My Life in Ruins (titulada en castellano Mi vida en ruinas en España e Hispanoamérica) es una comedia romántica protagonizada por Nia Vardalos y Richard Dreyfuss. Producida por Tom Hanks y dirigida por Donald Petrie. Estrenada el 5 de junio de 2009 en Estados Unidos y el 7 de agosto del mismo año en España.

## Argumento
Georgia (Nia Vardalos) es una joven que fue a Grecia para ser profesora pero está decepcionada porque el rumbo que lleva su vida hasta el momento no es el que quería. Trabaja como guía turística en una agencia de viajes en Grecia, donde tendrá que lidiar con un alocado grupo internacional de turistas, más interesados en comprar estrafalarios souvenirs que en visitar monumentos. Mientras intenta que presten atención a las maravillas de la Grecia antigua, ella misma comenzará a ver las cosas de otra manera, ya que el amor puede llamar a su puerta cuando menos se lo espera.

## Elenco
- Nia Vardalos: Georgia Ianakopolis
- Richard Dreyfuss: Irv Gideon
- Alexis Georgoulis: Poupi Kakas
- Rachel Dratch: Kim Sawchuck
- Harland Williams: Big Al Sawchuck
- Caroline Goodall: Dr. Elizabeth Tullen
- Ian Ogilvy: Mr. Stewart Tullen
- Alistair McGowan: Nico
- Jareb Dauplaise: Gator
- Sheila Bernette: Dorcas
- Ralph Nossek: Barnaby
- Bernice Stegers: Maria
- María Botto: Lala, española divorciada
- María Adánez: Lena, española divorciada
- Nacho Perez: Doudi Kakas, sobrino de Prokopi Kakas
- Sophie Stuckey: Caitlin Tullen
- Brian Palermo: Marc Mallard
- Simon Gleeson: Ken, el anciano australiano
- Natalie O'Donnell: Sue, la anciana australiana

## Recepción crítica y comercial
Según la página de Internet Rotten Tomatoes obtuvo un 10% de comentarios positivos, llegando a la siguiente conclusión:"Con unos personajes estereotipados y un argumento de segunda mano "Mi vida en ruinas" es una aburrida comedia-romántica."
Según la página de Internet Metacritic obtuvo críticas negativas, con un 34%, basado en 25 comentarios de los cuales sólo 2 son positivos. Mientras que en los países de habla hispana, la página web Sensacine.com recopiló un total de 6 críticas españolas sobre ella recibiendo una nota media de 1,33 sobre 5, y los principales medios argentinos como Clarín, La Nación o Ámbito Financiero le diesen la valoración de regular.
La película se estrenó durante el 2011 en un total de 13 países en donde se comercializaron un total de 2.135 copias. Recaudó 8 millones de dólares en Estados Unidos. Sumando las recaudaciones internacionales la cifra asciende a 20 millones. Se desconoce cuál fue su presupuesto.

## DVD
Mi vida en ruinas salió a la venta el 20 de enero de 2010 en España, en formato DVD. El disco contiene menús interactivos, acceso directo a escenas, entrevistas, los lugares favoritos de Nia Vardalos, si viajas a Grecia…, detrás de las cámaras, galería de imágenes, tráiler, ficha artística, ficha técnica y filmografías selectas.